# Dharmadhatu
Dharmadhatu (skr. धर्मधात dharmadhātu; chiń. fajie 法界; kor. pŏpkye 법계; jap. hokke; wiet. pháp giới; tyb. ch'os kyi dbyings) – dosłownie „Zakres Nauki Buddy”; przestrzeń, obszar lub sfera Dharmy, która jest niezmienna i nie tworzona, w której wszystkie zjawiska powstają, trwają i rozpuszczają się.
W Sutrze Awatamsace wszechświat jest nazywany „dharmadhatu”. Nie jest to jednak wszechświat widziany przez nas. Dharmadhatu w tej sutrze jest wszechświat widziany we właściwy sposób, a więc jest z wizjonerskiej perspektywy nieustannie zmienny, w którym wszystko jest „puste”, a zatem jest on postrzegany jako nieustanna płynność, w której brak jest wyraźnych granic. Tym, co tworzy ten wszechświat, co daje mu jego płynność, jest właśnie pustka (skr. Siunjata). Jest to wszechświat promieniujący, świetlisty bez cieni. Tak właśnie jest on doświadczany przez osobę medytującą.
Dharmadhatu oznacza też absolutną, ostateczną prawdę, która leży u podstaw wszystkich zjawisk. Dlatego:
Jasno widzieć, że wszystkie dharmy
nie mają w ogóle żadnej swojej istoty;
zrozumieć w ten sposób naturę dharm
to zobaczyć Wajroczanę.
Stan, gdy wszystko jest postrzegane właściwie jest widziany jako kreacja umysłowa. Zatem czyjś umysł może przeniknąć wszystkie rzeczy, a Budda jest wszystko przenikającą, wszystko przemieniającą świadomością.
Dharmadhatu składa się z dwóch słów: dharma i dhatu (sfera).